# Масайські склерофітні луки та чагарники
Масайські склерофітні луки та чагарники (ідентифікатор WWF: AT1313) — афротропічний екорегіон пустель і склерофітних чагарників, розташований у Східній Африці.

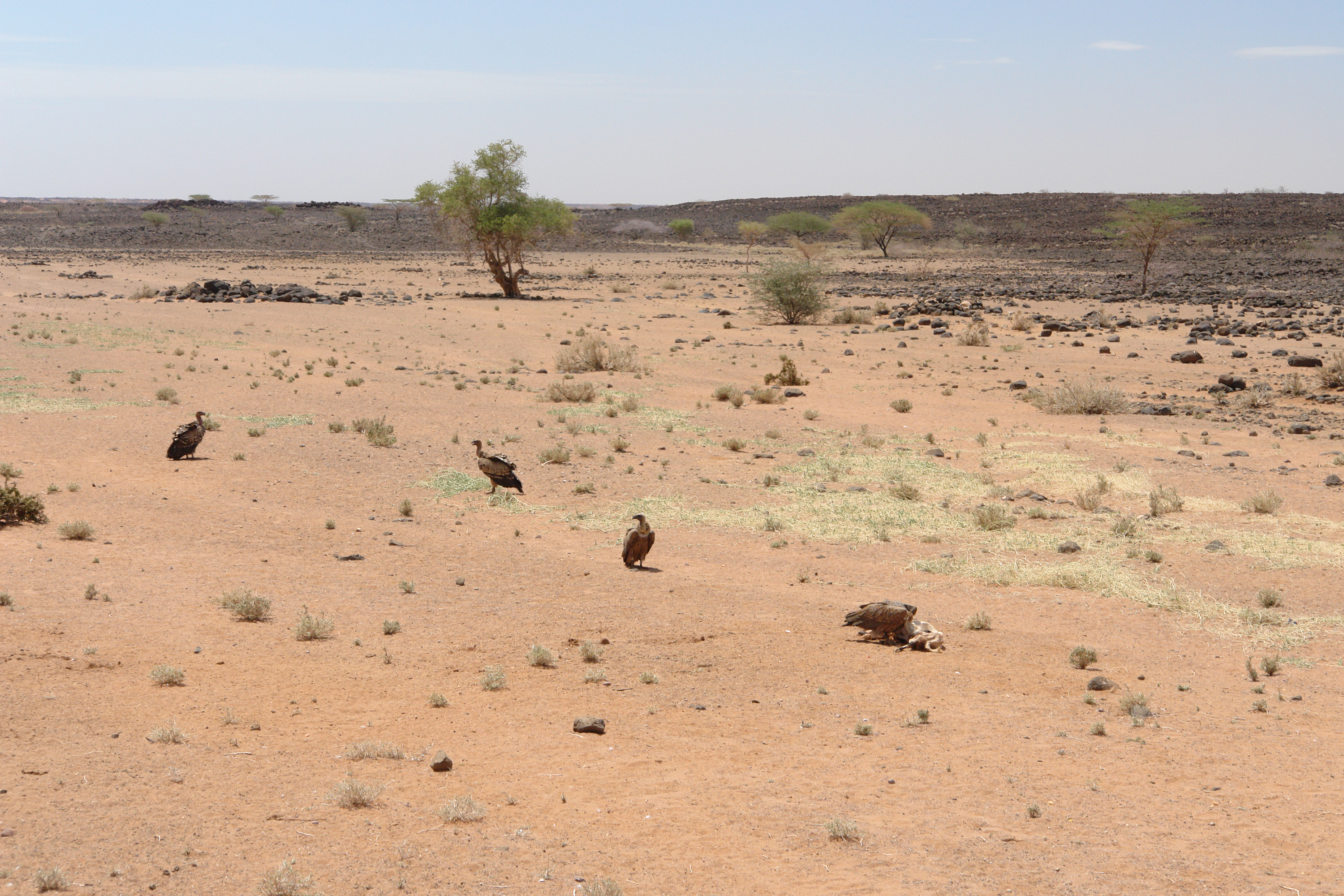
Падальники в пустелі Чалбі

## Географія
Екорегіон масайських склерофітних луків та чагарників охоплює північ Кенії та крайній південний захід Ефіопії. Рельєф регіону переважно представлений горбистими рівнинами, що лежать на висоті від 200 до 700 м над рівнем моря. На заході екорегіону, в тектонічній западині Великої рифтової долини, розташоване безстічне солонувате озеро Туркана, найбільше постійне пустельне озеро та найбільше лужне озеро у світі. З півночі в озеро впадає річка Омо, утворюючи дельту. На схід від Туркани простягається пустеля Чалбі, яка займає значну частину кенійського округа Марсабіт. Ця велика, майже пласка рівнина лежить на висоті від 435 до 500 м над рівнем моря і є дном давнього озера, яке існувало в Східній Африці у вологому періоді. Над рівнинами регіону височіють кілька вулканів, зокрема гора Марсабіт висотою 1707 м та гора Кулал висотою 2285 м. На заході та півдні напівпустелі екорегіону переходять у північні акацієво-комміфорові чагарники та хащі, а на півночі та сході — у сомалійські акацієво-комміфорові чагарники та хащі.

## Клімат
В межах екорегіону переважає спекотний та сухий пустельний клімат (BWh за класифікацією кліматів Кеппена) або напівпустельний клімат (BSh за класифікацією Кеппена). Середня максимальна температура становить близько 30 °C, а середня мінімальна температура коливається від 18 до 21 °C. Середньорічна кількість опадів становить 200-400 мм і значно коливається з року в рік. Більшість опадів випадає під час короткого вологого сезону з березня по червень, коли міжтропічна зона конвергенції (ЕЗК) рухається на північ.

## Флора
Основними рослинними угрупованнями екорегіону є напівпустельні луки, основу яких складають однорічні трави, такі як звичайна голчаста трава (Aristida adscensionis) та мінлива арістіда (Aristida mutabilis). Під час дощових років ці луки вкривають величезні рівнини регіону, однак під час сильних посух площа луків значно скорочується, і деякі види рослин можуть не зустрічатися роками. Другим за поширенням типом рослинності в екорегіоні є карликові чагарникові зарості. На важких, вологих осадових ґрунтах переважає чашечковий двонасінник (Duosperma longicalyx), а на стабілізованих дюнах — колюча індигофера (Indigofera spinosa). 
Значна частина пустелі Чалбі повністю позбавлена рослинного покриву, однак після дощів вона часто покривається напівпустельними луками. У районах, де близько до поверхні залягають підземні води, ростуть перські сальвадори (Salvadora persica), зонтичні акації (Vachellia tortilis) та китайські кордії (Cordia sinensis). На окраїнах пустелі зустрічаються лежачі фолькенсінії (Volkensinia prostrata) та пальми лала (Hyphaene coriacea). Береги озера Туркана переважно кам'янисті або піщані, слабо порослі водною рослинністю, а навколо озера простягаються трав'янисті рівнини, на яких ростуть пальми дум (Hyphaene thebaica). Трави, кущі та дерева екорегіону є вогнестійкими, оскільки під час тривалого сухого сезону тут часто трапляються пожежі.

## Фауна
Серед великих ссавців, що зустрічаються в напівпустелях екорегіону, слід відзначити саванного слона (Loxodonta africana), сітчасту жирафу (Giraffa reticulata), зебру Греві (Equus grevyi), зебру Гранта (Equus quagga boehmi), бейзу (Oryx beisa), газель Гранта (Nanger granti), тіанга (Damaliscus lunatus tiang), геренука (Litocranius walleri), великого куду (Tragelaphus strepsiceros) та малого куду (Tragelaphus imberbis). Раніше в екорегіоні мешкали чорні носороги (Diceros bicornis), однак наразі вони вимерли. Серед інших ссавців, поширених в регіоні, слід відзначити лева (Panthera leo), африканського леопарда (Panthera pardus pardus), гепарда (Acinonyx jubatus), павіана-анубіса (Papio anubis), плямистого дамана (Heterohyrax brucei), рудого африканського ховраха (Xerus rutilus), та майже ендемічну джибутійську піщанку (Gerbillus pulvinatus).
Серед поширених в екорегіоні птахів слід відзначити сомалійського страуса (Struthio molybdophanes), жовтогорлого турача (Pternistis leucoscepus), пустельного рябка (Pterocles exustus), кенійського рябка (Pterocles decoratus), сомалійську дрохву (Lophotis gindiana), ефіопську дрохву (Neotis heuglinii), джибутійського дрімлюгу (Caprimulgus stellatus), сомалійського бігунця (Cursorius somalensis), стерв'ятника (Neophron percnopterus), африканського грифа (Torgos tracheliotos), сірого пугача (Bubo cinerascens), еритрейського крука (Corvus edithae), короткохвостого крука (Corvus rhipidurus), пурпурову саїмангу (Anthreptes orientalis), сомалійського сорокопуда (Lanius somalicus), білощокого жервінчика (Eremopterix leucotis), плямистого жервінчика (Eremopterix signatus), рудощоку алондру (Calendulauda poecilosterna), сомалійську жовтобрюшку (Eremomela flavicrissalis), бліду принію (Prinia somalica), пустельну принію (Prinia rufifrons), руду кратеропу (Argya rubiginosa) та сомалійську вівсянку (Emberiza poliopleura).
На берегах озера Туркана зимують малі побережники (Calidris minuta), болотяні коловодники (Tringa glareola) і палеарктичні набережники (Actitis hypoleucos), гніздяться африканські водорізи (Rynchops flavirostris) і білошиї баклани (Phalacrocorax lucidus) та шукають їжу рожевокрилі фламінго (Phoenicopterus roseus). Серед майже ендемічних представників регіону слід відзначити кенійського фірлюка (Mirafra williamsi), маскову тереру (Spizocorys personata) та чагарникового магалі (Plocepasser donaldsoni).
В озері Туркана мешкає одна з найбільших у світі популяцій нільських крокодилів (Crocodylus niloticus). Серед інших представників герпетофауни регіону слід відзначити нільського варана (Varanus niloticus), білогорлого варана (Varanus albigularis), кенійського удавчика (Eryx colubrinus) та африканського трионікса (Trionyx triunguis). Ендеміками екорегіону є турканські жаби (Sclerophrys turkanae) та турканські мулові черепахи (Pelusios broadleyi).

## Збереження
Оцінка 2017 року показала, що 3968 км², або 5 % екорегіону, є заповідними територіями. Природоохоронні території включають: Національний парк Сібілої, Національний парк Центрального острова та Національний парк Південного острова, які складають комплекс національних парків озера Туркана, внесений у 1997 році до списку Світової спадщини ЮНЕСКО, а також Національний парк Марсабіт та Біосферний заповідник гори Кулал.